# 甘味果実酒

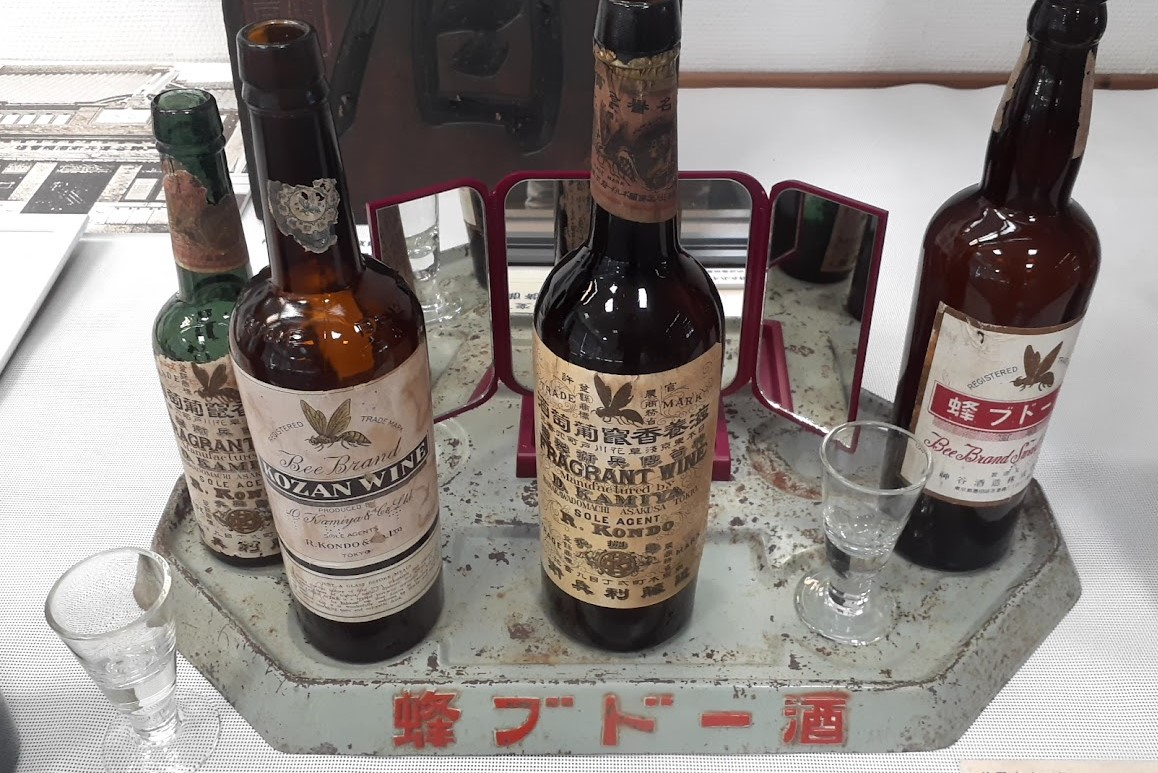
「蜂印香竄葡萄酒」（蜂ブドー酒）

甘味果実酒（かんみかじつしゅ）は、日本における酒税法上の分類。甘味を持つように製造された混成酒を指す。

## 特色

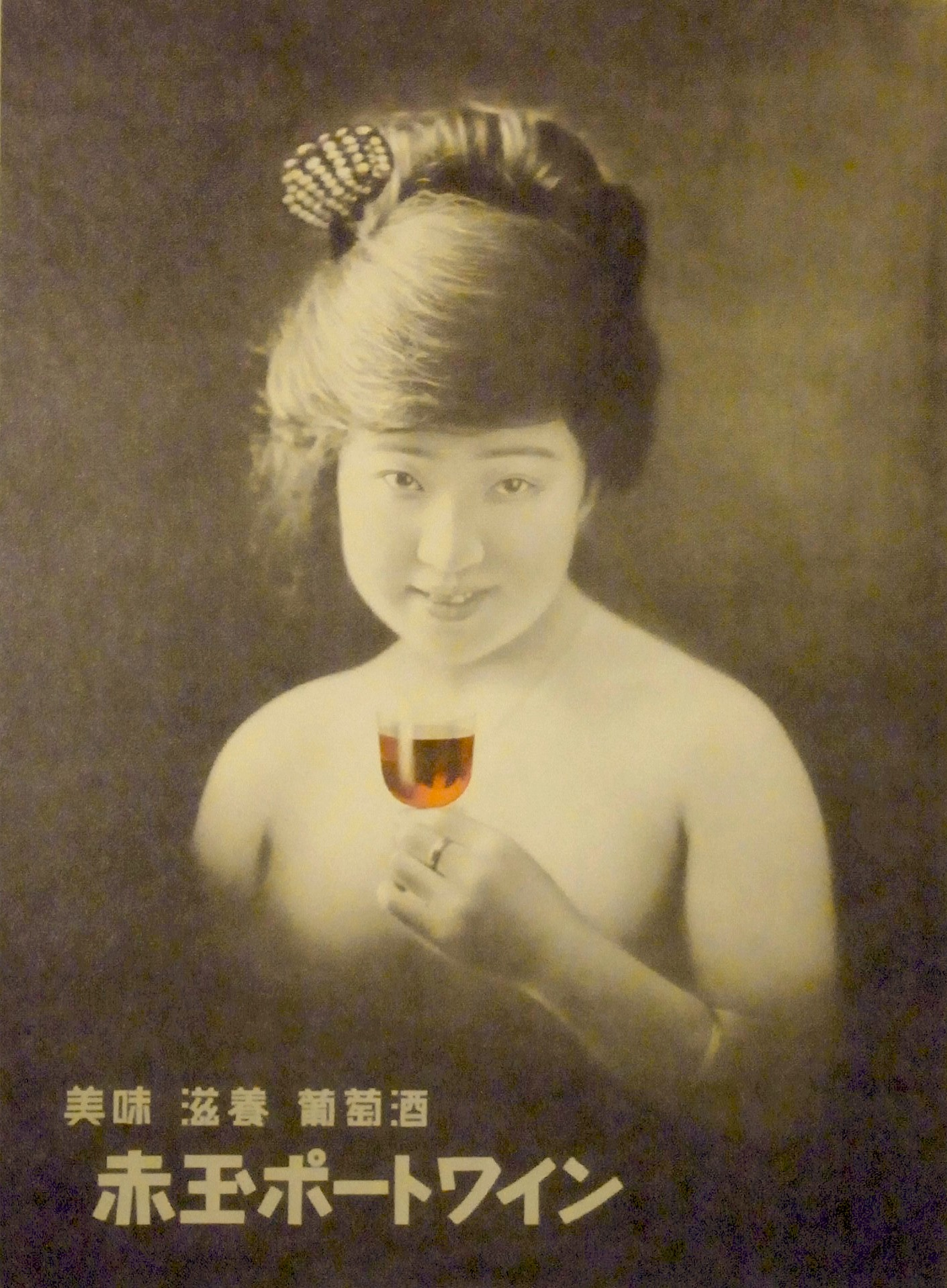
赤玉ポートワイン

果実酒（ワインなど）の発酵過程の途中でブランデーなどの蒸留酒を添加し、エタノールの濃度を上げることにより酵母を殺して発酵を止め、それ以上酵母によって糖分が分解されないようにすることで、糖分を比較的多く残すという方法によって製造される。ポートワイン、シェリー、マデイラ・ワイン、マルサラなどが甘味果実酒に分類されるが、これらは一般的に酒精強化ワインと呼ばれる。欧米では果実酒と同カテゴリーに分類され、広義のフルーツワインに含まれる。ハーブなどを加えたベルモットのように、必ずしも甘いとは限らない。

## 代表的な甘味果実酒

### 日本国内
- 赤玉スイートワイン - サントリーの商標銘柄。1907年（明治40年）4月に赤玉ポートワインとして販売開始され、1973年（昭和48年）に赤玉スイートワインに改称した。
- ニッカアップルワイン - ニッカウヰスキーの商品。同社初のウイスキーより2年早く、1938年（昭和13年）に販売開始された。リンゴを原料に作られたワインとブランデーを混合している。その後1960年にアサヒビールと提携した際、同社のシードル事業を引き受け1972年にニッカシードルを発売している。
- 蜂印香竄葡萄酒（はちじるしこうざんぶどうしゅ） - 1881年（明治14年）に販売開始された商品。神谷傳兵衛のみかはや銘酒店によって製造され、近藤利兵衛の近藤商店によって販売された。輸入葡萄酒にハチミツや漢方薬を混和し、独特の甘味を持たせた。現在はハチブドー酒として合同酒精で製造・販売されている。

### 日本国外

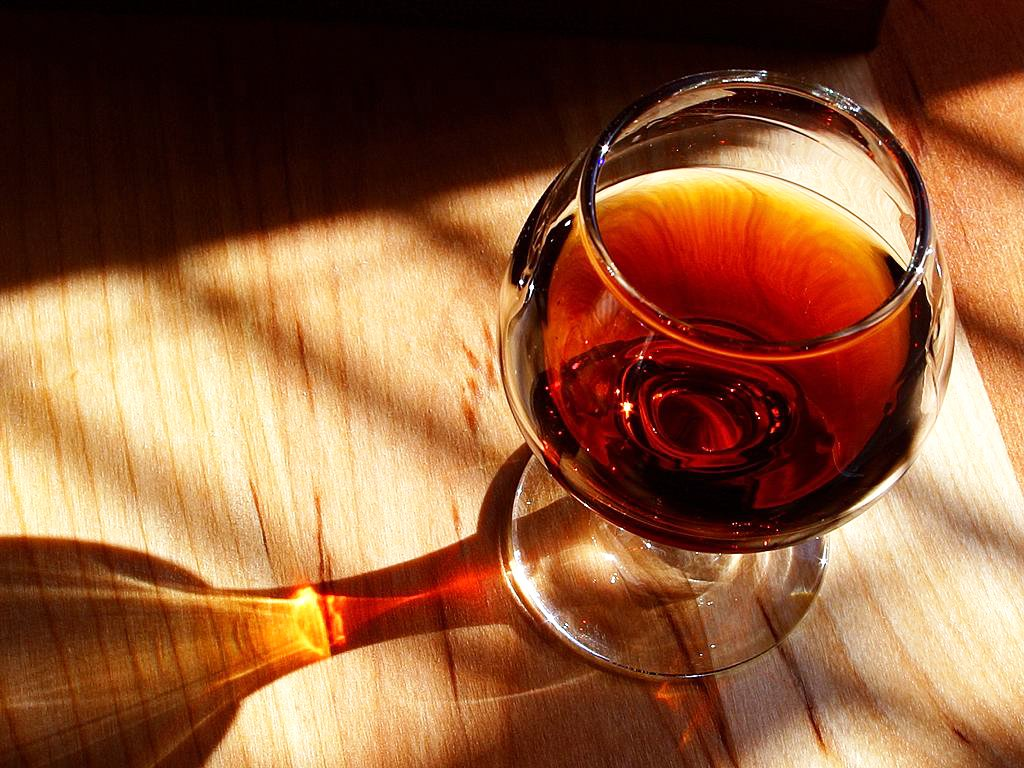
ポートワイン

- ポートワイン - ポルトガル。
- シェリー - スペイン。
- マデイラ・ワイン - ポルトガル。
- マルサラ・ワイン（イタリア語版） - イタリア。
- ベルモット - イタリア・フランス。